# جبوبة مرة

تعديل مصدري - تعديل

جبوبة مرة هي إحدى حارات حي يريم بمدينة يريم أحد مدن محافظة إب، بلغ تعداد سكانها 2402 نسمة حسب تعداد اليمن لعام 2004.